# Selo nad Laškim
Selo nad Laškim este o localitate din comuna Laško, Slovenia, cu o populație de 39 de locuitori.